# Campionati europei di nuoto 2012 - 100 metri dorso femminili
La gara dei 100 metri dorso femminili degli Europei 2012 si è svolta il 23 e 24 maggio 2012 e vi hanno partecipato 45 atlete. Le batterie e le semifinali si sono svolte il 23 e la finale nel pomeriggio del giorno successivo.

## Podio
| Pos.    | Atleta           | Nazione   |
| ------- | ---------------- | --------- |
| Oro     | Jenny Mensing    | Germania  |
| Argento | Arianna Barbieri | Italia    |
| Bronzo  | Simona Baumrtová | Rep. Ceca |

## Record
Prima della manifestazione il record del mondo (RM), il record europeo (EU) e il record dei campionati (RC) erano i seguenti.
| Record mondiale       | 58"18 | Gemma Spofforth | 28 luglio 2009 Roma     |
| Record europeo        | 58"18 | Gemma Spofforth | 28 luglio 2009 Roma     |
| Record dei campionati | 59"41 | Anastasia Zueva | 21 marzo 2008 Eindhoven |

## Risultati

### Batterie
| Pos. | Atleta                      | Nazionalità | Tempo   | Batteria | Corsia | Note |
| ---- | --------------------------- | ----------- | ------- | -------- | ------ | ---- |
| 1    | Arianna Barbieri            | Italia      | 1'00"26 | 4        | 5      | Q    |
| 2    | Carlotta Zofkova            | Italia      | 1'00"76 | 5        | 6      | Q    |
| 3    | Daryna Zevina               | Ucraina     | 1'00"98 | 6        | 4      | Q    |
| 4    | Jenny Mensing               | Germania    | 1'01"23 | 6        | 5      | Q    |
| 5    | Duane da Rocha Marce        | Spagna      | 1'01"28 | 4        | 4      | Q    |
| 6    | Ekaterina Avramova          | Bulgaria    | 1'01"38 | 4        | 3      | Q    |
| 7    | Elena Gemo                  | Italia      | 1'01"43 | 5        | 3      |      |
| 8    | Simona Baumrtová            | Rep. Ceca   | 1'01"44 | 4        | 6      | Q    |
| 9    | Cloe Credeville             | Francia     | 1'01"49 | 6        | 3      | Q    |
| 10   | Lisa Graf                   | Germania    | 1'01"61 | 6        | 7      | Q    |
| 11   | Alexianne Castel            | Francia     | 1'01"65 | 5        | 4      | Q    |
| 12   | Mercedes Peris              | Spagna      | 1'01"78 | 5        | 5      | Q    |
| 13   | Alicja Tchórz               | Polonia     | 1'02"27 | 5        | 2      | Q    |
| 14   | Eszter Povázsay             | Ungheria    | 1'02"38 | 5        | 1      | Q    |
| 15   | Klaudia Nazieblo            | Polonia     | 1'02"64 | 6        | 1      | Q    |
| 16   | Sanja Jovanović             | Croazia     | 1'02"75 | 5        | 8      | Q    |
| 17   | Hazal Sarikaya              | Turchia     | 1'02"82 | 4        | 1      | Q    |
| 18   | Uschi Halbreiner            | Austria     | 1'02"97 | 3        | 6      |      |
| 19   | Iryna Glavnyk               | Ucraina     | 1'03"10 | 3        | 4      |      |
| 20   | Annemarie Worst             | Paesi Bassi | 1'03"12 | 5        | 7      |      |
| 21   | Eygló Ósk Gústafsdóttir     | Islanda     | 1'03"30 | 4        | 7      |      |
| 22   | Melanie Nocher              | Irlanda     | 1'03"42 | 4        | 2      |      |
| 23   | Alzbeta Rehorková           | Rep. Ceca   | 1'03"58 | 2        | 5      |      |
| 23   | Ivana Gabrilo               | Svizzera    | 1'03"58 | 6        | 8      |      |
| 25   | Therese Svendsen            | Svezia      | 1'03"80 | 6        | 2      |      |
| 26   | Klára Václavíková           | Rep. Ceca   | 1'03"95 | 3        | 3      |      |
| 27   | Anni Alitalo                | Finlandia   | 1'04"14 | 2        | 3      |      |
| 28   | Anna Volchkov               | Israele     | 1'04"20 | 3        | 5      |      |
| 29   | Fabienne Nadarajah          | Austria     | 1'04"50 | 3        | 2      |      |
| 30   | Lotta Nevalainen            | Finlandia   | 1'04"51 | 2        | 6      |      |
| 31   | Gizem Cam                   | Turchia     | 1'04"68 | 2        | 1      |      |
| 32   | Katarína Milly              | Slovacchia  | 1'04"69 | 3        | 1      |      |
| 33   | Tatiana Perstniova          | Moldavia    | 1'04"71 | 2        | 8      |      |
| 34   | Mimosa Jallow               | Finlandia   | 1'04"85 | 2        | 7      |      |
| 35   | Veronica Orheim Bjørlykke   | Norvegia    | 1'04"99 | 2        | 4      |      |
| 36   | Dorina Szekeres             | Ungheria    | 1'05"02 | 3        | 8      |      |
| 37   | Jóhanna Gerða Gústafsdóttir | Islanda     | 1'05"38 | 1        | 2      |      |
| 38   | Desiree Felner              | Austria     | 1'05"50 | 2        | 2      |      |
| 39   | Mònica Ramirez Abella       | Andorra     | 1'05"77 | 1        | 5      |      |
| 40   | Valeria Mihhailova          | Estonia     | 1'06"47 | 1        | 3      |      |
| 41   | Karin Tomecková             | Slovacchia  | 1'06"89 | 1        | 4      |      |
| 42   | Birita Debes                | Fær Øer     | 1'07"21 | 1        | 6      |      |
| -    | Katarzyna Gorniak           | Polonia     | -       | 3        | 7      | DSQ  |
| -    | Michelle Coleman            | Svezia      | -       | 4        | 8      | DSQ  |
| -    | Kira Toussaint              | Paesi Bassi | -       | 6        | 6      | DSQ  |

### Semifinali
| Pos. | Atleta               | Nazionalità | Tempo   | Batteria | Corsia | Note |
| ---- | -------------------- | ----------- | ------- | -------- | ------ | ---- |
| 1    | Daryna Zevina        | Ucraina     | 1'00"45 | 2        | 5      | Q    |
| 2    | Alexianne Castel     | Francia     | 1'00"48 | 1        | 2      | Rit  |
| 3    | Arianna Barbieri     | Italia      | 1'00"52 | 2        | 4      | Q    |
| 4    | Duane da Rocha Marce | Spagna      | 1'00"56 | 2        | 3      | Q    |
| 5    | Jenny Mensing        | Germania    | 1'00"58 | 1        | 5      | Q    |
| 6    | Simona Baumrtová     | Rep. Ceca   | 1'00"88 | 2        | 6      | Q    |
| 7    | Carlotta Zofkova     | Italia      | 1'01"00 | 1        | 4      | Q    |
| 8    | Cloe Credeville      | Francia     | 1'01"44 | 1        | 6      | Q    |
| 9    | Ekaterina Avramova   | Bulgaria    | 1'01"48 | 1        | 3      | Q    |
| 10   | Mercedes Peris       | Spagna      | 1'01"71 | 2        | 7      |      |
| 11   | Lisa Graf            | Germania    | 1'02"05 | 2        | 2      |      |
| 12   | Alicja Tchórz        | Polonia     | 1'02"33 | 1        | 7      |      |
| 13   | Sanja Jovanović      | Croazia     | 1'02"47 | 2        | 8      |      |
| 14   | Klaudia Nazieblo     | Polonia     | 1'02"51 | 1        | 1      |      |
| 15   | Eszter Povázsay      | Ungheria    | 1'02"74 | 2        | 1      |      |
| 16   | Hazal Sarikaya       | Turchia     | 1'02"98 | 1        | 8      |      |

### Finale
| Pos.    | Atleta               | Nazionalità | Tempo   | Corsia | Note |
| ------- | -------------------- | ----------- | ------- | ------ | ---- |
| Oro     | Jenny Mensing        | Germania    | 1'00"08 | 6      |      |
| Argento | Arianna Barbieri     | Italia      | 1'00"54 | 5      |      |
| Bronzo  | Simona Baumrtová     | Rep. Ceca   | 1'00"57 | 2      |      |
| 4       | Daryna Zevina        | Ucraina     | 1'00"59 | 4      |      |
| 5       | Duane da Rocha Marce | Spagna      | 1'00"89 | 3      |      |
| 6       | Carlotta Zofkova     | Italia      | 1'01"01 | 7      |      |
| 7       | Ekaterina Avramova   | Bulgaria    | 1'01"48 | 8      |      |
| 8       | Cloe Credeville      | Francia     | 1'01"54 | 1      |      |